# Rio Vista (Teksas)
Rio Vista – miasto w Stanach Zjednoczonych, w stanie Teksas, w hrabstwie Johnson.